# エイケンホーム
株式会社永建ホームは、神奈川県横浜市に本社を置く企業。通称は、エイケンホーム。創業は1990年（平成2年）2月。
主に住宅のリフォームや耐震補強、ソーラーパネルの設置事業などを行う。

## 概要
エイケンホームは地震などの災害による倒壊の危険性が屋根の重量にあることに着目し、屋根リフォーム、耐震リフォーム、ソーラーパネルの設置トラブル相談室などを設け、
地域で3000件以上の施工実績を誇る。
また、同社が開発したETK工法は、基本的には従来の屋根リフォーム工法とは変わらないが、プロセスの効率化によりコストと時間短縮を図り、現在30の事業者で取り扱われている。

また代表永井建一は、耐震リフォームに対してのコメンテーターとして、各種媒体でコメントなどもしており、リフォームの正しい知識等を普及させるためのセミナーなども本社にて、毎週無料開催している。

## 沿革
- 1990年（平成2年）2月 - 有限会社シルクロードとして、一般卸売業・販売業として創業。
- 2004年（平成16年）4月 - リフォーム事業部開設
- 2010年（平成22年）4月 - 「耐震リフォーム事業」に特化
- 2011年（平成23年）
  - 4月 - 有限会社シルクロードより、 株式会社エイケンホームへ商号変更
  - 5月 - 事業ドメインを集約化し住宅関連事業へ特化。
  - 8月 - 太陽光・オール電化事業部を開設
  - 8月 - 複数メーカーの取り扱いの為、「ソーラー情報館」と業務提携開始
  - 9月 - 郵便局株式会社　南関東支社と販売提携